# Ветё, Тамаш
Та́маш Ве́тё (венг. Vetö Tamás; 20 мая 1935, Будапешт — 29 мая 2025, Копенгаген) — датский дирижёр венгерского происхождения.
Учился в Музыкальной академии имени Листа как пианист. С 1957 года жил в Дании. Совершенствовал своё дирижёрское мастерство в Парижской консерватории и в Риме под руководством Франко Феррары. С 1958 по 1990 год работал в копенгагенском Королевском театре. В 1966—1988 гг. руководил копенгагенским студенческим хором, в 1979—1981 гг. одновременно хором Копенгагенского университета. В 1981—1984 гг. дирижёр Мангеймской оперы, в 1984—1987 гг. главный дирижёр Симфонического оркестра Оденсе. В 1985—1992 годах главный приглашённый дирижёр Марсельской оперы. В 1993—1994 годах вёл дирижёрский класс в Копенгагенской консерватории. К 1996 году относится наиболее существенная постановка Ветё — полный цикл Рихарда Вагнера «Кольцо Нибелунгов» в Ютландской опере в Оденсе.
Умер 29 мая 2025 года в возрасте 90 лет.